# Xian de Zhongjiang
Le xian de Zhongjiang (中江县 ; pinyin : Zhōngjiāng Xiàn) est un district administratif de la province du Sichuan en Chine. Il est placé sous la juridiction de la ville-préfecture de Deyang.

## Démographie
La population du district était de 1 392 985 habitants en 1999.